# Бібліотечна справа
Бібліотечна справа — галузь інформаційної, культурної, освітньої діяльності суспільства, що включає створення і розвиток мережі бібліотек, формування та обробку бібліотечних фондів, організацію бібліотечного, інформаційного та довідково-бібліографічного обслуговування користувачів бібліотек, підготовку бібліотечних кадрів, наукове та методичне забезпечення розвитку бібліотек.